# Martinho de Mesquita
Martinho de Mesquita (Rio de Janeiro, 1633 – Rio de Janeiro, ? ) foi um literato, escritor e poeta brasileiro do século XVII.

## Biografia
Tendo nascido no Brasil, era filho de Gaspar Dias de Mesquita. Foi para Europa, onde na cidade de Roma estudou cânones e, também, tomou rito para Ordens Sacras. Se formou em jurisprudência sobre Direito Civil, em 1661. Recebeu o grau de Doutor pela Academia de Sapiência.
Ainda em Roma foi secretário pessoal do cardeal Francesco Barberini.
Tendo dominado tanto os idiomas português quanto o latim, Martinho de Mesquita publicou diversas poesias e memórias nos dois tipos de vernáculos.
Seus escritos foram bastante apreciados pelos seus contemporâneos.
Seu irmão mais novo, Salvador de Mesquita, também foi escritor, e tornou-se amigo do padre Antônio Vieira.

## Homenagem e reconhecimento
Martinho de Mesquita é mencionado em Os varões illustres do Brazil durante os tempos coloniaes, clássico livro do conselheiro João Manuel Pereira da Silva, publicado em Paris, no ano de 1858.
O nome de Martinho também é citado, com um verbete exclusivo, no Anno Biográfico Brasileiro, de 1876, publicado pelo renomado escritor Joaquim Manoel de Macedo.

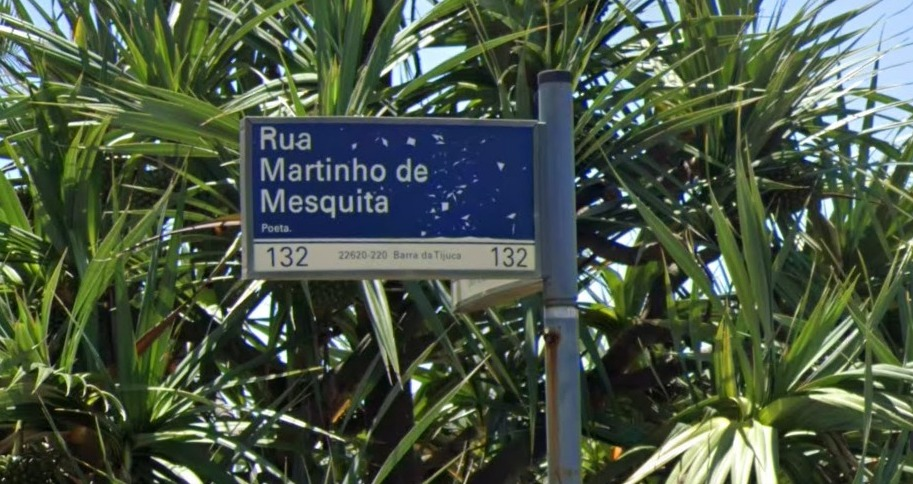
Placa da Rua Martinho de Mesquita (poeta), no bairro da Barra da Tijuca, na cidade do Rio de Janeiro, RJ

Desde a década de 1970, Martinho de Mesquita recebeu como homenagem póstuma pela Prefeitura da Cidade do Rio de Janeiro a denominação de um logradouro público na cidade; situada no bairro da Barra da Tijuca.